# Berteaucourt-les-Dames
Berteaucourt-les-Dames és un municipi francès situat al departament del Somme i a la regió dels Alts de França. L'any 2007 tenia 1.154 habitants.

## Demografia

### Població

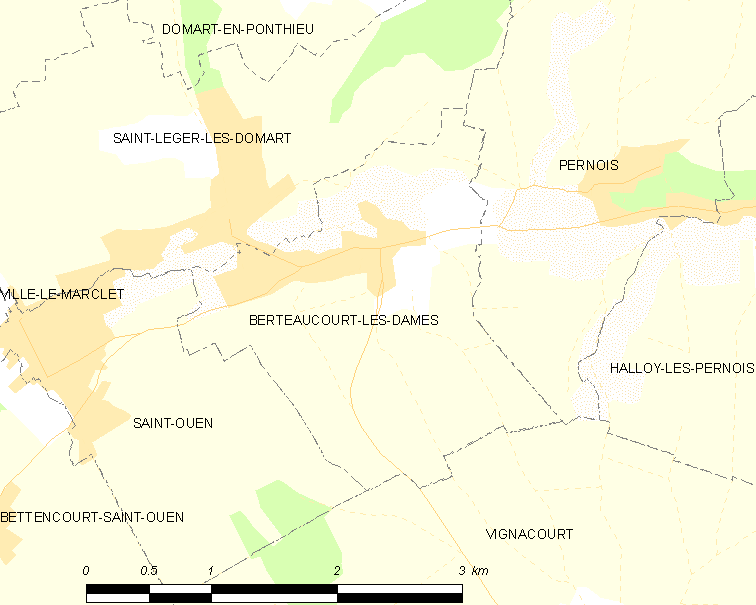
mapa del municipi

El 2007 la població de fet de Berteaucourt-les-Dames era de 1.154 persones. Hi havia 429 famílies de les quals 88 eren unipersonals (44 homes vivint sols i 44 dones vivint soles), 108 parelles sense fills, 181 parelles amb fills i 52 famílies monoparentals amb fills.
La població ha evolucionat segons el següent gràfic:
Habitants censats

### Habitatges

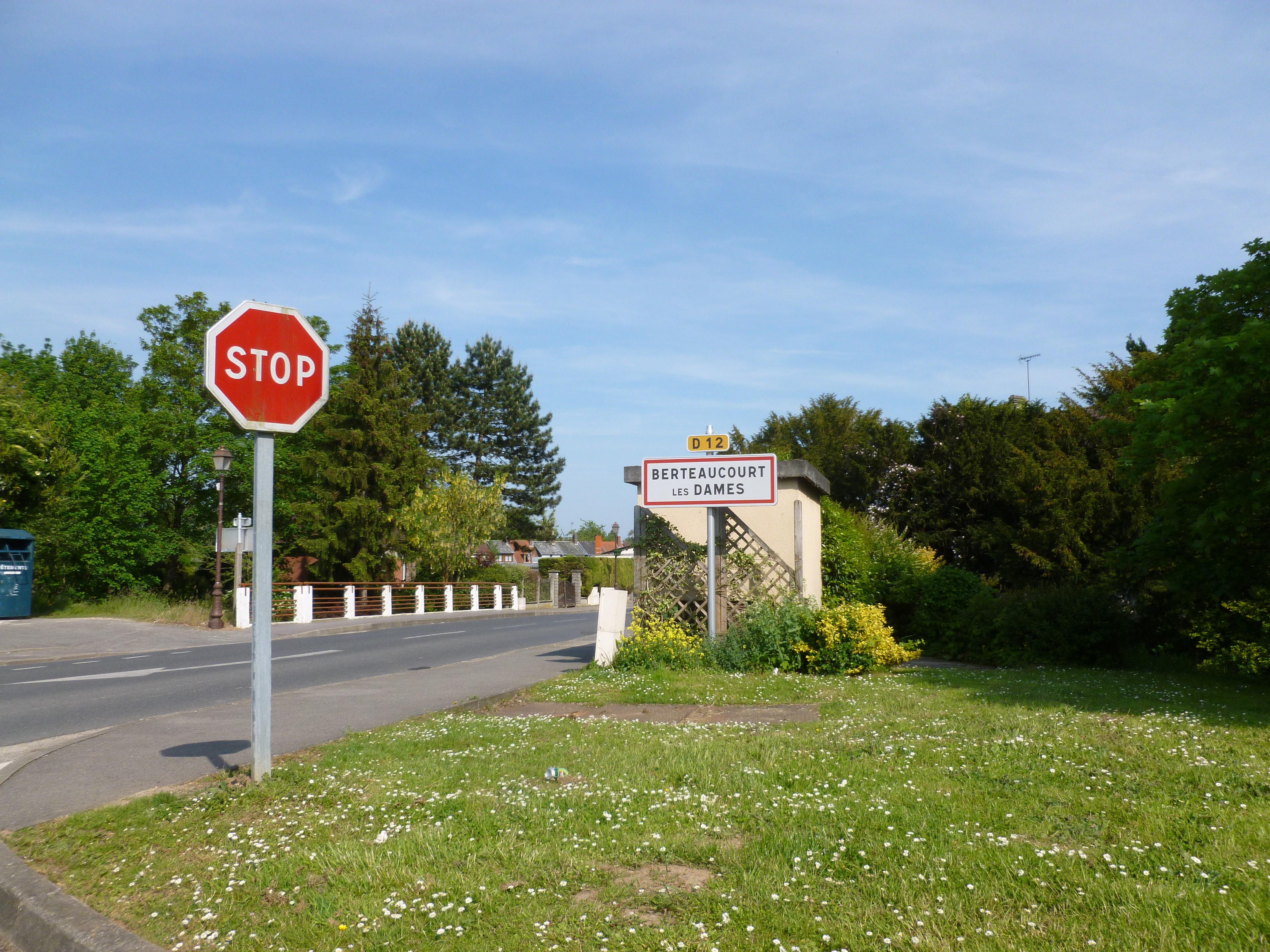

El 2007 hi havia 493 habitatges, 444 eren l'habitatge principal de la família, 5 eren segones residències i 45 estaven desocupats. 468 eren cases i 18 eren apartaments. Dels 444 habitatges principals, 327 estaven ocupats pels seus propietaris, 111 estaven llogats i ocupats pels llogaters i 5 estaven cedits a títol gratuït; 3 tenien una cambra, 16 en tenien dues, 70 en tenien tres, 153 en tenien quatre i 202 en tenien cinc o més. 258 habitatges disposaven pel capbaix d'una plaça de pàrquing. A 211 habitatges hi havia un automòbil i a 146 n'hi havia dos o més.

### Piràmide de població
La piràmide de població per edats i sexe el 2009 era:
| Homes | Edats   | Dones |
| ----- | ------- | ----- |
| 0     | 95 o +  | 0     |
| 4     | 90 a 94 | 0     |
| 12    | 85 a 89 | 8     |
| 8     | 80 a 84 | 4     |
| 12    | 75 a 79 | 16    |
| 24    | 70 a 74 | 36    |
| 32    | 65 a 69 | 28    |
| 16    | 60 a 64 | 12    |
| 16    | 55 a 59 | 16    |
| 20    | 50 a 54 | 32    |
| 44    | 45 a 49 | 32    |
| 64    | 40 a 44 | 56    |
| 32    | 35 a 39 | 40    |
| 44    | 30 a 34 | 32    |
| 68    | 25 a 29 | 48    |
| 24    | 20 a 24 | 20    |
| 72    | 15 a 19 | 56    |
| 40    | 10 a 14 | 52    |
| 32    | 5 a 9   | 20    |
| 32    | 0 a 4   | 40    |

## Economia

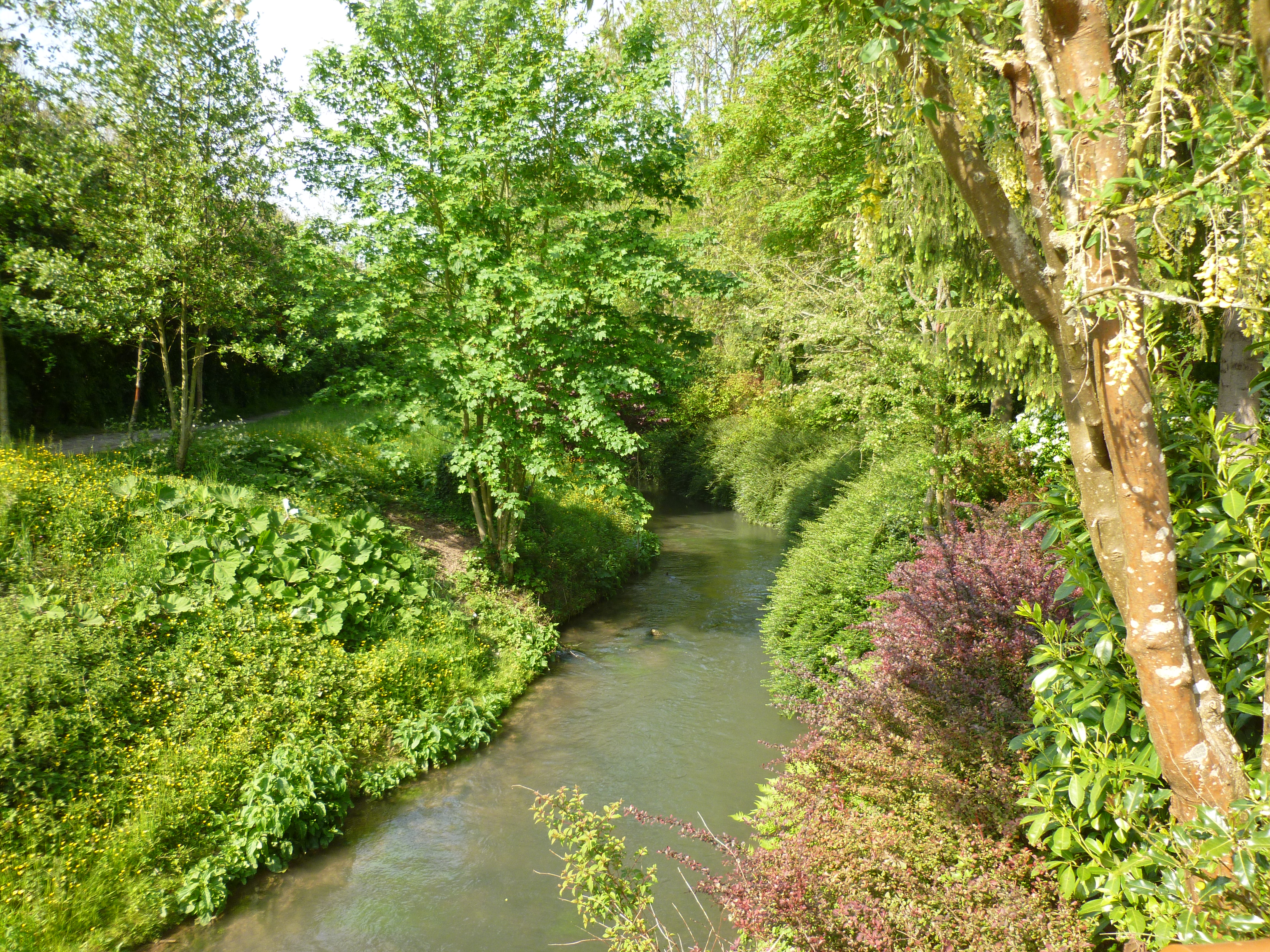

El 2007 la població en edat de treballar era de 759 persones, 541 eren actives i 218 eren inactives. De les 541 persones actives 481 estaven ocupades (279 homes i 202 dones) i 60 estaven aturades (23 homes i 37 dones). De les 218 persones inactives 52 estaven jubilades, 56 estaven estudiant i 110 estaven classificades com a «altres inactius».

### Ingressos
El 2009 a Berteaucourt-les-Dames hi havia 475 unitats fiscals que integraven 1.228 persones, la mediana anual d'ingressos fiscals per persona era de 15.959 €.

### Activitats econòmiques
Dels 15 establiments que hi havia el 2007, 2 eren d'empreses de fabricació d'altres productes industrials, 2 d'empreses de construcció, 5 d'empreses de comerç i reparació d'automòbils, 2 d'empreses de transport, 2 d'empreses d'hostatgeria i restauració, 1 d'una empresa de serveis i 1 d'una empresa classificada com a «altres activitats de serveis».
Dels 6 establiments de servei als particulars que hi havia el 2009, 1 era una oficina d'administració d'Hisenda pública, 1 oficina de correu, 1 funerària, 1 taller de reparació d'automòbils i de material agrícola, 1 paleta i 1 lampisteria.
Dels 2 establiments comercials que hi havia el 2009, 1 era un hipermercat i 1 una joieria.
L'any 2000 a Berteaucourt-les-Dames hi havia 6 explotacions agrícoles que ocupaven un total de 507 hectàrees.

## Equipaments sanitaris i escolars
El 2009 hi havia una escola elemental.

## Poblacions més properes
El següent diagrama mostra les poblacions més properes.